# アーピチェ
アーピチェ（イタリア語: Apice）は、イタリア共和国カンパニア州ベネヴェント県にある、人口約5,600人の基礎自治体（コムーネ）。

## 地理

### 位置・広がり
ベネヴェント県南東部のコムーネ。県都ベネヴェントから東へ13kmの距離にある。

#### 隣接コムーネ
隣接するコムーネは以下の通り。括弧内のAVはアヴェッリーノ県所属を示す。
- アリアーノ・イルピーノ (AV)
- ボニート (AV)
- ブオナルベルゴ
- カルヴィ
- メリート・イルピーノ (AV)
- ミラベッラ・エクラーノ (AV)
- モンテカルヴォ・イルピーノ (AV)
- パドゥーリ
- サン・ジョルジョ・デル・サンニオ
- サンタルカンジェロ・トリモンテ
- ヴェンティカーノ (AV)

## 行政

### 分離集落
アーピチェには、以下の分離集落（フラツィオーネ）がある。
- Alvino, Calvano, Castel di Fiego, Corsano, Cupazzo, Fulla, Giardinelli, Morroni, Tignano, Ripone, San Donato, San Martino, Santa Lucia, San Pompilio, San Teodoro, Selva, Starza